# Juana Carlota de Anhalt-Dessau
Juana Carlota de Anhalt-Dessau (en alemán, Johanna Charlotte von Anhalt-Dessau; Dessau, 6 de abril de 1682-Herford, 31 de marzo de 1750) fue una princesa de Anhalt-Dessau de la Casa de Ascania por nacimiento y margravina de Brandeburgo-Schwedt por matrimonio. Desde 1729 hasta su muerte fue abadesa de la Abadía de Herford.

## Biografía
Juana Carlota era la hija más joven del príncipe Juan Jorge II de Anhalt-Dessau (1627-1693), de su matrimonio con Enriqueta Catalina de Nassau (1637-1708), hija del príncipe Federico Enrique de Orange. La princesa supo aprovecharse de una cuidadosa y amplia educación.
El 25 de enero de 1699 contrajo matrimonio con el margrave Felipe Guillermo de Brandeburgo-Schwedt (1669-1711), en Oranienbaum. Aunque la pareja tenía su propio palacio en Berlín, vivieron mayormente en Schwedt. Después de la muerte de su marido, Juana Carlota regresó a Berlín y puso atención en la educación de sus hijos.
En 1729, fue elegida abadesa de la Abadía de Herford, que permanecía bajo protección prusiana. Juró como nueva abadesa el 10 de octubre de 1729, pero vivió en un principio en Buchholz. No fue hasta 1735 que tomó como residencia permanente Herford. Posteriormente en 1729, añadió una orden secular a su abadía y aceptó 17 canónigas. Nombró a Eduviges Sofía de Schleswig-Holstein-Gottorp como su coadjutora. Eduviges Sofía se convertiría después en su sucesora.
Juana Carlota murió de una "apoplejía", sin estar enferma, en la noche del 30 al 31 de marzo de 1750. Fue enterrada en la cripta de la Capilla Colegiata de Herford, que acababa de ser renovada.

## Descendencia
De su matrimonio, Carlota Juana tuvo los siguientes hijos:
- Federico Guillermo (1700-1771), margrave de Brandeburgo-Schwedt. Desposó en 1734 a la princesa Sofía Dorotea de Prusia (1719-1765).
- Federica Dorotea Enriqueta (1700-1701).
- Enriqueta María (1702-1782), desposó en 1715 al príncipe Federico Luis de Wurtemberg (1698-1731).
- Jorge Guillermo (1704-1704).
- Federico Enrique (1709-1788), margrave de Brandeburgo-Schwedt. Desposó en 1739 a la princesa Leopoldina María de Anhalt-Dessau (1716-1782).
- Carlota (1710-1712).